# Nossa Senhora do Rosário (Santa Maria)
Nossa Senhora do Rosário (Pronunciación portuguesa: [n'ósA señ'órA du Roz'arju], "Virgen del Rosario") es un barrio del distrito de Sede, en el municipio de Santa Maria, en el estado brasileño de Río Grande del Sur. Está situado en la zona central de Santa Maria.

## Villas
El barrio contiene las siguientes villas: Beco do Otávio, Loteamento Noêmio Lemos, Rosário, Vila Bortola, Vila Menna Barreto, Vila Oficina Ramos, Vila Osvaldo Beck.

## Galería de fotos

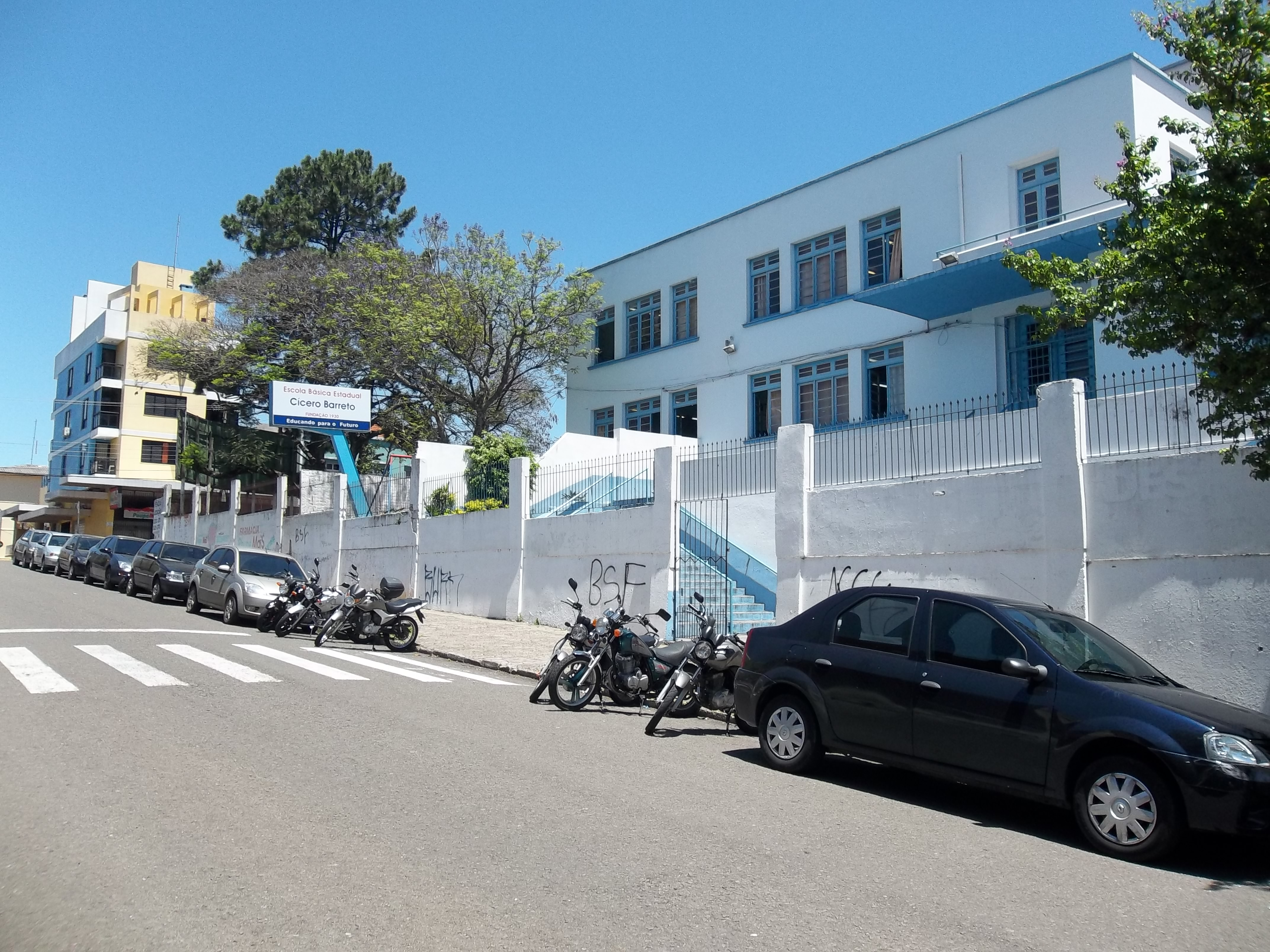
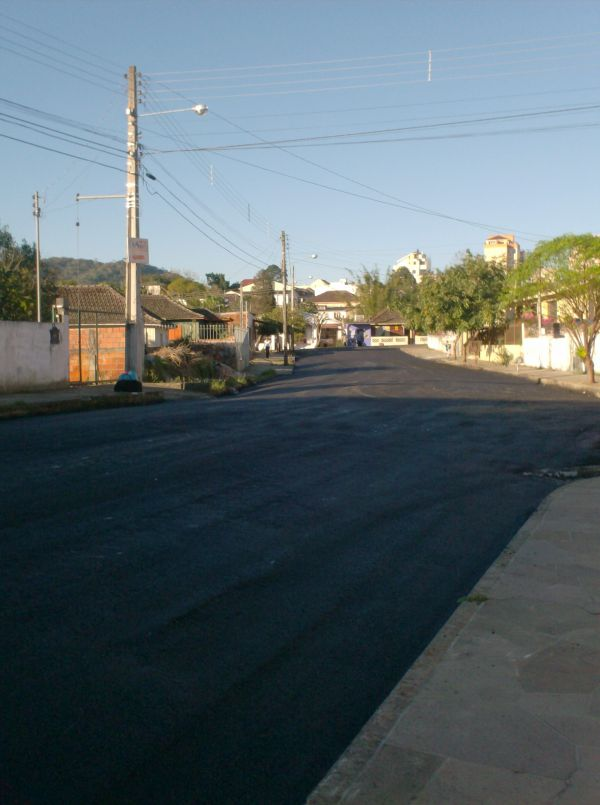
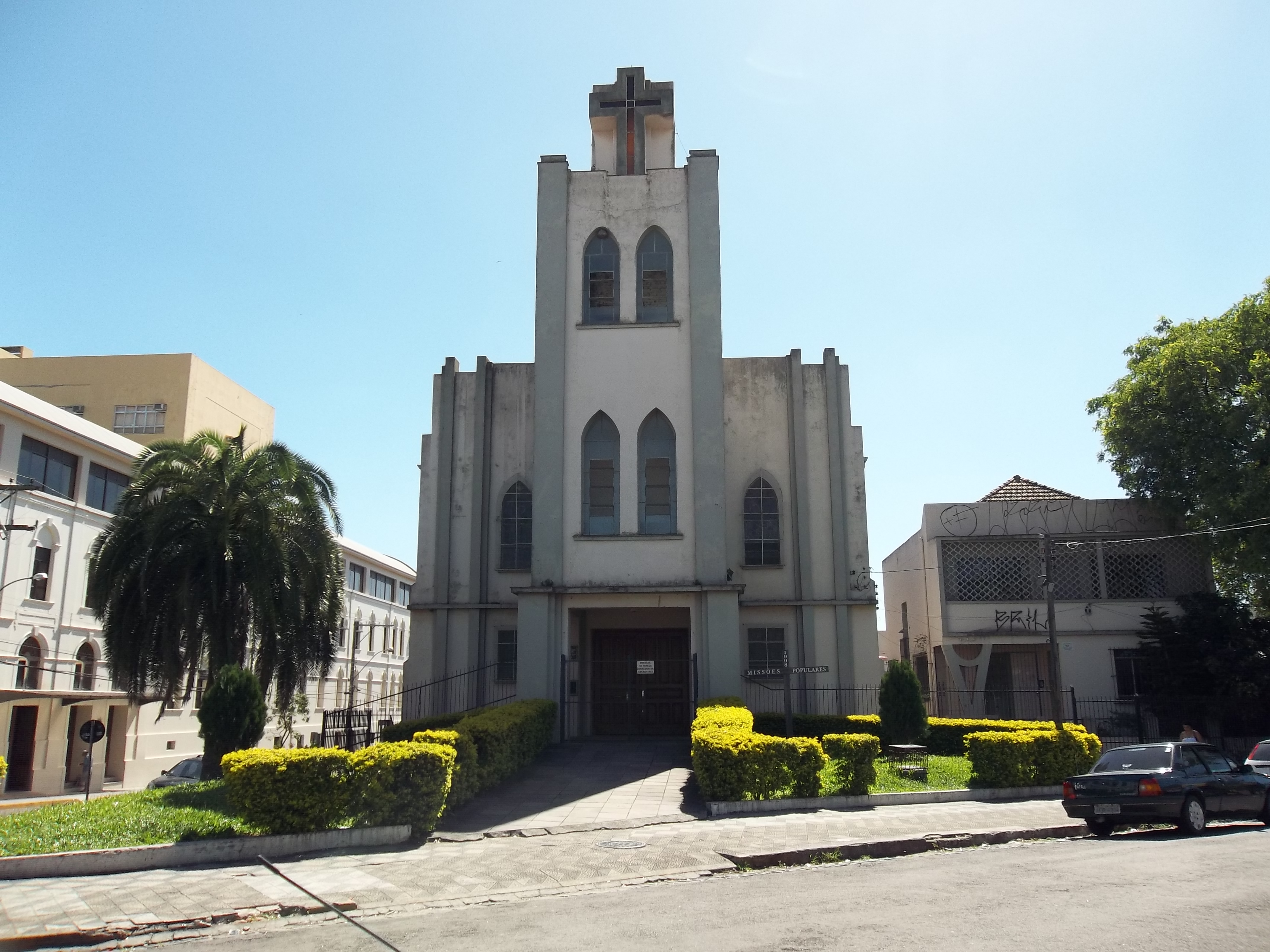

| Noroeste: Carolina Divina Providência   | Norte: Carolina | Nordeste: Carolina / Nossa Senhora do Perpétuo Socorro Centro |
| Oeste: Divina Providência Passo d'Areia |                 | Este: Centro                                                  |
| Suroeste: Passo d'Areia Bonfim          | Sur: Bonfim     | Sureste: Centro                                               |